# Matuanus punctipes
Matuanus punctipes är en insektsart som först beskrevs av Lucien Chopard 1951.  Matuanus punctipes ingår i släktet Matuanus och familjen syrsor. Inga underarter finns listade i Catalogue of Life.